# Karl Löwith
Karl Löwith, född 9 januari 1897 i München, död 26 maj 1973 i Heidelberg, var en tysk filosof. Han var professor i filosofi vid Ruprecht-Karls-Universität Heidelberg från 1952 till 1964. Ett av Löwiths huvudteman var sekulariseringen av den kristna filosofin.

## Biografi
Karl Löwith föddes i en judisk familj som son till målaren Wilhelm Löwith (1861–1932) och Margarete Löwith, född Hauser (1871–1942); modern begick självmord i ett transitläger i Milbertshofen i München.
Efter studentexamen anmälde sig Karl Löwith som frivillig i första världskriget. Han sårades allvarligt 1915 och hamnade i italiensk krigsfångenskap. Två år senare släpptes han fri och återvände till München. Vid Münchens universitet studerade Löwith biologi för Karl von Goebel och filosofi för Alexander Pfänder och Moritz Geiger. År 1919 utbröt oroligheter i München och Löwith bytte då lärosäte till Freiburgs universitet, där han studerade för Edmund Husserl, Martin Heidegger och Hans Spemann. Löwith återvände 1922 till Münchens universitet, där han året därpå disputerade på avhandlingen Auslegung von Nietzsches Selbst-Interpretation und von Nietzsches Interpretationen. År 1925 följde han med Heidegger till Marburgs universitet och lärde där känna Leo Strauss, Gerhard Krüger, Hans-Georg Gadamer och Hermann Deckert. Tre år senare genomförde Löwith sin habilitationmed studien Das Individuum in der Rolle des Mitmenschen. Därefter undervisade han som Privatdozent och från 1931 som lektor i socialfilosofi vid Marburgs universitet. Löwith föreläste om en rad filosofer och i en rad olika ämnen: Nietzsche, Dilthey, Hegel, Marx och Kierkegaard samt existentialfilosofi, filosofisk antropologi, sociologi och psykoanalys.
I januari 1933 utnämndes Adolf Hitler till rikskansler och Löwiths tillvaro blev alltmer osäker; detta trots att han låtit sig döpas inom protestantiska kyrkan. Påföljande år emigrerade Löwith till Italien och kom att föreläsa i Rom. Han avskedades från sin tjänst vid Marburgs universitet och hans tyska medborgarskap drogs in 1935. I Italien publicerade han två böcker samt en uppsats med kritik av den nazistiske juristen och rättsteoretikern Carl Schmitts politiska beslutsamhet. På initiativ av den japanske filosofen Shuzo Kuki, som hade studerat i Marburg på 1920-talet och blivit professor vid Kyoto universitet, utnämndes Löwith 1936 till professor vid Tohoku universitet i Sendai. Under sin tid i Japan (1936–1941) skrev Löwith bland annat boken Von Hegel zu Nietzsche som kom att bli en klassiker inom ämnet filosofihistoria. I boken ger Löwith uttryck för vad han anser vara den klassiska filosofins sönderfall.
På grund av krigsutvecklingen tvingades Löwith att lämna Japan 1941 och blev inom kort anställd vid teologiska seminariet i Hartford i Connecticut. År 1949 publicerade han boken Meaning in History, i vilken han bland annat beskriver modern historiefilosofi. Senare samma år kallades han till The New School i New York, där han verkade till 1952. Löwith återvände till Tyskland och verkade som professor i filosofi vid Ruprecht-Karls-Universität Heidelberg fram till sin pensionering 1964.
År 1953 utgav Löwith boken Heidegger. Denker in dürftiger Zeit, i vilken han skarp kritiserar sin forne lärares filosofi. Heidegger förklarade att han blev kränkt av boken och förhållandet mellan dem båda förblev spänt till Löwiths död.